# Hockey su prato ai Giochi della XVIII Olimpiade
Il torneo di hockey su prato della XVIII Olimpiade si tenne a Tokyo tra il 11 ottobre e il 23 ottobre 1964; solamente maschile, vide partecipare 15 squadre nazionali e fu vinto dall'India che, nella finale disputata il 9 settembre 1964 sul prato del Velodromo Olimpico, batté il Pakistan per 1-0

## Risultati

### Fase preliminare
|  | Qualificate alle semifinali.           |
|  | Qualificate al torneo per il 5º posto. |

#### Gruppo A
| Data            | Squadra1      | Ris   | Squadra2      |
| --------------- | ------------- | ----- | ------------- |
| 11 ottobre 1964 | Kenya         | 0 - 0 | Rhodesia      |
| 11 ottobre 1964 | Pakistan      | 1 - 0 | Giappone      |
| 11 ottobre 1964 | Gran Bretagna | 0 - 7 | Australia     |
| 12 ottobre 1964 | Pakistan      | 5 - 2 | Kenya         |
| 12 ottobre 1964 | Gran Bretagna | 0 - 2 | Nuova Zelanda |
| 12 ottobre 1964 | Australia     | 3 - 0 | Rhodesia      |
| 13 ottobre 1964 | Gran Bretagna | 4 - 1 | Rhodesia      |
| 13 ottobre 1964 | Australia     | 3 - 1 | Giappone      |
| 13 ottobre 1964 | Kenya         | 3 - 2 | Nuova Zelanda |
| 15 ottobre 1964 | Pakistan      | 1 - 0 | Gran Bretagna |
| 15 ottobre 1964 | Kenya         | 1 - 0 | Australia     |
| 15 ottobre 1964 | Giappone      | 1 - 0 | Nuova Zelanda |
| 16 ottobre 1964 | Australia     | 2 - 1 | Nuova Zelanda |
| 16 ottobre 1964 | Kenya         | 0 - 2 | Giappone      |
| 16 ottobre 1964 | Pakistan      | 6 - 0 | Rhodesia      |
| 18 ottobre 1964 | Gran Bretagna | 0 - 1 | Kenya         |
| 18 ottobre 1964 | Giappone      | 2 - 1 | Rhodesia      |
| 18 ottobre 1964 | Pakistan      | 2 - 0 | Nuova Zelanda |
| 19 ottobre 1964 | Gran Bretagna | 1 - 0 | Giappone      |
| 19 ottobre 1964 | Pakistan      | 2 - 1 | Australia     |
| 19 ottobre 1964 | Nuova Zelanda | 1 - 2 | Rhodesia      |

Classifica
| Pos. | Nazione       | G | V | N | P | GF | GS | PT |
| ---- | ------------- | - | - | - | - | -- | -- | -- |
| 1    | Pakistan      | 6 | 6 | 0 | 0 | 17 | 3  | 12 |
| 2    | Australia     | 6 | 4 | 0 | 2 | 16 | 5  | 8  |
| 3    | Kenya         | 6 | 3 | 1 | 2 | 7  | 9  | 7  |
| 4    | Giappone      | 6 | 3 | 0 | 3 | 6  | 6  | 6  |
| 5    | Gran Bretagna | 6 | 2 | 0 | 4 | 5  | 12 | 4  |
| 6    | Rhodesia      | 6 | 1 | 1 | 4 | 4  | 16 | 3  |
| 7    | Nuova Zelanda | 6 | 1 | 0 | 5 | 6  | 10 | 2  |

#### Gruppo B
| Data            | Squadra1    | Ris   | Squadra2    |
| --------------- | ----------- | ----- | ----------- |
| 11 ottobre 1964 | Spagna      | 1 - 1 | Paesi Bassi |
| 11 ottobre 1964 | Malaysia    | 4 - 1 | Hong Kong   |
| 11 ottobre 1964 | Germania    | 5 - 1 | Canada      |
| 11 ottobre 1964 | India       | 2 - 0 | Belgio      |
| 12 ottobre 1964 | India       | 1 - 1 | Germania    |
| 12 ottobre 1964 | Belgio      | 2 - 0 | Hong Kong   |
| 12 ottobre 1964 | Paesi Bassi | 5 - 0 | Canada      |
| 12 ottobre 1964 | Spagna      | 3 - 0 | Malaysia    |
| 14 ottobre 1964 | Hong Kong   | 1 - 2 | Canada      |
| 14 ottobre 1964 | Germania    | 1 - 0 | Paesi Bassi |
| 14 ottobre 1964 | Belgio      | 3 - 3 | Malaysia    |
| 14 ottobre 1964 | India       | 1 - 1 | Spagna      |
| 15 ottobre 1964 | Spagna      | 3 - 0 | Canada      |
| 15 ottobre 1964 | Paesi Bassi | 3 - 0 | Belgio      |
| 15 ottobre 1964 | Germania    | 0 - 0 | Malaysia    |
| 15 ottobre 1964 | India       | 6 - 0 | Hong Kong   |
| 17 ottobre 1964 | Belgio      | 5 - 1 | Canada      |
| 17 ottobre 1964 | India       | 3 - 1 | Malaysia    |
| 17 ottobre 1964 | Paesi Bassi | 7 - 0 | Hong Kong   |
| 17 ottobre 1964 | Spagna      | 1 - 1 | Germania    |
| 18 ottobre 1964 | Paesi Bassi | 2 - 0 | Malaysia    |
| 18 ottobre 1964 | India       | 3 - 0 | Canada      |
| 18 ottobre 1964 | Spagna      | 4 - 0 | Hong Kong   |
| 18 ottobre 1964 | Germania    | 0 - 0 | Belgio      |
| 19 ottobre 1964 | Germania    | 1 - 1 | Hong Kong   |
| 19 ottobre 1964 | Malaysia    | 3 - 1 | Canada      |
| 19 ottobre 1964 | Spagna      | 3 - 0 | Belgio      |
| 19 ottobre 1964 | India       | 2 - 1 | Paesi Bassi |

Classifica
| Pos. | Nazione     | G | V | N | P | GF | GS | PT |
| ---- | ----------- | - | - | - | - | -- | -- | -- |
| 1    | India       | 7 | 5 | 2 | 0 | 18 | 4  | 12 |
| 2    | Spagna      | 7 | 4 | 3 | 0 | 16 | 3  | 11 |
| 3    | Germania    | 7 | 2 | 5 | 0 | 9  | 4  | 9  |
| 4    | Paesi Bassi | 7 | 4 | 1 | 2 | 20 | 4  | 9  |
| 5    | Malaysia    | 7 | 2 | 2 | 3 | 11 | 13 | 6  |
| 6    | Belgio      | 7 | 2 | 2 | 3 | 10 | 13 | 6  |
| 7    | Canada      | 7 | 1 | 0 | 6 | 5  | 25 | 2  |
| 8    | Hong Kong   | 7 | 0 | 1 | 6 | 3  | 26 | 1  |

### Semifinali 5º-8º posto
| Tokyo 21 ottobre 1964 | Kenya | 3 – 1 (d.t.s.) (0-1 1-0 2-0) | Paesi Bassi | Komazawa Hockey Field |

| Tokyo 21 ottobre 1964 | Germania | 5 – 1 (2-0) | Giappone | Komazawa Hockey Field |

### Finale 5º-6º posto
| Tokyo 22 ottobre 1964 | Germania | 3 – 0 (1-0) | Kenya | Komazawa Hockey Field |

### Semifinali 1º-4º posto
| Tokyo 21 ottobre 1964 | Pakistan | 3 – 0 (1-0) | Spagna | Komazawa Hockey Field |

| Tokyo 21 ottobre 1964 | India | 3 – 1 (3-1) | Australia | Komazawa Hockey Field |

### Finali
- 3º-4º posto

| Tokyo 23 ottobre 1964 | Australia | 3 – 2 (d.t.s.) (1-0 1-2 1-0) | Spagna | Komazawa Hockey Field |

- 1º-2º posto

| Tokyo 23 ottobre 1964 | India | 1 – 0 (0-0) | Pakistan | Komazawa Hockey Field |

## Podio
| Evento                   | Oro | Argento | Bronzo |
| Hockey su prato maschile | India Shankar Laxman Gurbux Singh Dharam Singh Mohinder Lal Charanjit Singh Gindi Singh Hari Pal Kaushik Harbinder Singh Udham Singh Darshan Singh Prithipal Singh Bandu Patil V. J. Peter Jagjit Singh Syed Mushtaq Ali | Pakistan Munir Ahmed Dar Manzoor Hussain Atif Saeed Anwar Anwar Ahmed Khan Abdul Rashid Khalid Mahmood Khawaja Zaka-ud-Din Khurshid Azam Muhammad Asad Malik Motiullah Abdul Hamid Tariq Aziz Zafar Hayat Tariq Niazi Muhammad Afzal Manna Nawaz Khizar Bajwa | Australia John McBryde Desmond Piper Mervyn Crossman Paul Dearing Ray Evans Brian Glencross Robin Hodder Don McWatters Patrick Nilan Eric Pearce Julian Pearce Don Smart Graham Wood Tony Waters |